# غرانت كير
غرانت كير (بالإنجليزية: Grant Kerr)‏ (1 ديسمبر 1985 في المملكة المتحدة - ) هو لاعب كرة قدم بريطاني في مركز الوسط. لعب مع نادي ساوثيند يونايتد ونادي فآسا وFK Tønsberg ‏ وIraklis Psachna F.C. ‏ وأتلانتا سيلفرباكس وDigenis Akritas Morphou FC ‏ وKvik Halden FK ‏ وFort Lauderdale Strikers (2006–2016) ‏.

## وصلات خارجية
- غرانت كير على موقع قاعدة بيانات كرة القدم.إي يو (الإنجليزية)
- غرانت كير على موقع Soccerway.com (الإنجليزية)